# Die Sex-Abenteuer der drei Musketiere
Die Sex-Abenteuer der drei Musketiere ist ein deutscher Sexploitationfilm von Erwin C. Dietrich aus dem Jahr 1970, der 1971 in die Kinos kam. Der Film lief auch unter dem Titel Spitze Brust und blanke Degen.

## Handlung
Graf d’Artagnan sorgt sich um die Zukunft seines Sohnes, der allzu sehr von den Damen seines Hofes umgarnt wird. So erfüllt er ihm seinen Kindheitstraum und bringt ihn nach Paris, um sich dort von den ruhmreichen drei Musketieren Athos, Porthos und Armis ausbilden zu lassen. Diese sind jedoch vor allem auf ihre Liebesabenteuer stolz. Der junge d’Artagnan erhält eine entsprechende Lektion von der Dienstmagd Yvonne, die anderen Musketiere vergnügen sich ausgelassen in einer Schenke, außerdem trifft das Quartett auf eine wollüstige Gräfin.

## Produktionsnotizen
Dietrich orientierte sich bei seinem Film an dem amerikanischen Produzenten David F. Friedman, der gezeigt hatte, wie aus einer klassischen Literaturvorlage mit minimalem Aufwand eine Sexfilm-Variante gemacht werden konnte. Er wählte als Vorlage den berühmten Roman Die drei Musketiere von Alexandre Dumas dem Älteren und stellte den Film ohne Umschnitt und Nachdrehs komplett in Eigenregie her. Als Produktionsfirma fungierte nach dem Konkurs der Urania Dietrichs Berliner Tonstudio Avco. Die Uraufführung erfolgte am 12. Januar 1971. In Frankreich, wo der Kinounternehmer Francis Mischkind den Film vermarktete, erwiesen sich die Musketiere als besonderer Erfolg.

## Kritiken
- Das Heyne Filmlexikon (1996) bezeichnete Dietrichs Werk als „stinklangweiliger Sexfilm, dem es an Sex und einer Story mangelt.“[2]
- Der Filmdienst nannte den Streifen „rundherum dümmlich.“[3]